# Donald Bren
Donald Bren (72 anos, casado, 6 filhos), depois de integrar os Fuzileiros Navais, construiu a primeira residência com empréstimo de US$ 10 mil, em 1958. Criou uma empresa de construção civil, vendida à International Paper por US$ 34 milhões, em 1970. Tornou-se controlador majoritário de Irvine Co. No momento, Bren vende lotes formados em área de 93 mil acres por mais de US$ 1 milhão o acre. Também tem 400 prédios de escritório, 35 shopping centers, 80 complexos de apartamentos e 2 hotéis de luxo. É um grande apoiador de causas da educação e conservação ambiental, e da carreira política de Arnold Schwarzenegger.